# Love (Aztec Camera)
Love è il terzo album degli Aztec Camera, pubblicato nel novembre del 1987.
L'album contiene il singolo di maggior successo della band scozzese, Somewhere in My Heart, che arrivò fino alla terza posizione delle classifiche inglesi. In Italia il singolo non entrò in classifica ma ottenne un discreto ascolto radiofonico e venne inserito nella compilation del Festivalbar.

## Tracce
1. Deep & Wide & Tall – 4:07
2. How Men Are – 3:41
3. Everybody Is a Number One – 3:30
4. More Than a Law – 4:43
5. Somewhere in My Heart – 4:02
6. Working in a Goldmine – 5:44
7. One and One – 4:14
8. Paradise – 4:34
9. Killermont Street – 3:17

Tutti i brani sono scritti da Roddy Frame.